# 長崎県道19号平戸田平線
長崎県道19号平戸田平線（ながさきけんどう19ごう ひらどたびらせん）は、長崎県平戸市を通る県道（主要地方道）である。

## 概要
平戸市野子町から平戸市魚の棚町に至る。平戸島西側を縦貫する。
平戸市の南西端の宮ノ浦漁港を起点として、平戸港のある平戸市市街地へ向かう。平戸島南部の平戸市志々伎町から同市下中津良町までは国道383号との重複区間になり、国道から別れた後は平戸島の西側を北上する。生月大橋の手前で長崎県道42号平戸生月線と分岐した後は東へ向かい、平戸市市街地に至る。
かつては海を渡って九州本土の北松浦郡田平町（現・平戸市田平町）で国道204号とつながっていた。平戸大橋に係る区間は橋梁建設時（着工時）は本路線の一部だったが、建設途中の1975年（昭和50年）4月に当該区間が国道383号に格上げになった。平戸大橋方面から国道383号を通って平戸島の南部へ向けて走ると、国道の端部で唐突に県道19号に切り替わるため、「ここまで国道、ここから県道」の標識がある。
最端部の宮ノ浦漁港は、本土から橋で行ける日本最西端の地となっている。
道路拡張工事など整備が進んでいるが、全線を通して海岸部の急傾斜地や山間部を通るため急カーブや急勾配が多い。とくに道幅がほぼ1車線と狭いためすれ違いの困難な区間が多い。

### 路線データ
- 起点：長崎県平戸市野子町（宮ノ浦漁港）
- 終点：長崎県平戸市魚の棚町（国道383号旧道交点、長崎県道153号田ノ浦平戸港線終点）
- 総延長：51 km

## 歴史
- 1993年（平成5年）5月11日 - 建設省から、県道平戸田平線が平戸田平線として主要地方道に指定される[3]。
- 2019年（令和元年）12月15日 - 春日トンネル開通[4]。

## 路線状況

### 重複区間
- 国道383号（平戸市志々伎町 - 平戸市下中津良町）

### 道路施設

#### 橋梁
- 鏡川橋（鏡川、平戸市）

#### トンネル
起点から
- 春日トンネル：延長339 m、2019年（令和元年）12月15日開通[4]、平戸市
- 主師トンネル：延長349 m、1994年（平成6年）竣工、平戸市

## 地理

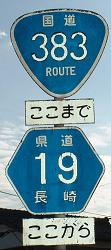
国道末端部の標識
平戸市志々伎町

### 通過する市町村
- 平戸市

### 交差する道路
| 交差する道路                                 | 交差する場所 | 交差する場所   |
| -------------------------------------------- | ------------ | -------------- |
| 国道383号 重複区間起点                       | 志々伎町     |                |
| 長崎県道60号獅子津吉線                       | 津吉町       |                |
| 国道383号 重複区間終点                       | 下中津良町   |                |
| 長崎県道60号獅子津吉線                       | 獅子町       |                |
| 長崎県道42号平戸生月線 / 生月大橋            | 主師町       |                |
| 長崎県道200号薄香港線                        | 鏡川町       | 薄香入口交差点 |
| 国道383号 / 旧道 長崎県道153号田ノ浦平戸港線 | 魚の棚町     | 終点           |

### 沿線
- 宮ノ浦漁港
- 宮ノ浦郵便局
- 平戸市立野子小学校
- 志々伎郵便局
- 平戸市立志々伎小学校
- 津吉郵便局
- 平戸市立南部中学校
- 平戸市切支丹資料館
- 根獅子郵便局
- 根獅子海水浴場
- 平戸市立根獅子小学校
- 人津久海水浴場
- 平戸市総合運動公園
- 平戸ザビエル記念教会